# ودی، ارجش
ودی، ارجش (به لاتین: Vedea, Argeș) یک سکونتگاه مسکونی در رومانی است که در شهرستان ارجش واقع شده‌است.

## خصوصیات
ودی ۴٬۳۰۴ نفر جمعیت دارد.